# Noord-Kordofan
Noord-Kordofan (Arabisch: Shamāl Kurdufān; Engels: North Kordofan) is een staat in Centraal-Soedan.
De staat heeft een oppervlakte van 191.000 vierkante kilometer en had in 2012 2,4 miljoen inwoners. Vroeger behoorde Noord-Kordofan tot de Soedanese provincie Kordofan. In 2005 werd de staat West-Kordofan opgeheven en een deel van het grondgebied werd aan Noord-Kordofan toegewezen. In juli 2013 is West-Kordofan opnieuw gevormd.

## Grenzen
Als centrale staat heeft Noord-Kordofan grenzen met zes andere staten:
- Ash-Shamaliyah in het noorden.
- Khartoem in het noordoosten.
- Witte Nijl in het oosten.
- Zuid-Kordofan in het zuiden.
- West-Kordofan in het zuidwesten.
- Noord-Darfoer in het westen.

Al-Jazirah · Al-Qadarif · Ash-Shamaliyah · Blauwe Nijl · Centraal-Darfoer  · Kassala · Khartoem · Noord-Darfoer · Noord-Kordofan · Oost-Darfoer · Nijl · Rode Zee · Sennar · West-Darfoer · West-Kordofan · Witte Nijl · Zuid-Darfoer · Zuid-Kordofan